# Andrea Soldi
Andrea Soldi (1703 circa – 1771) è stato un pittore italiano, attivo in Inghilterra nel XVIII secolo.

## Biografia
George Vertue, che è l'unica fonte per i primi anni di Andrea, lo descrive nel 1738 come fiorentino, di circa trentacinque anni o forse più e trasferitosi in Inghilterra da circa due anni. In precedenza aveva lavorato nel Medio-Oriente, dove realizzò anche il ritratto di un mercante inglese della Compagnia, il quale gli suggerì di trasferirsi in Inghilterra. Anche due ritratti di un certo Thomas Sheppard, risalenti il primo al 1733 e il secondo al 1735-1736 ed ora conservati in collezioni private, sono di questo periodo.
A Londra tra il 1738 ed il 1744 il Soldi ebbe un considerevole successo; Vertue afferma che tra l'aprile e l'agosto 1738 il Soldi iniziò ben una trentina di ritratti grandi e piccoli. Fu ampiamente patrocinato dal 2° e dal III Duca di Manchester (otto ritratti),  dal 3º Duca di Beaufort (quattro ritratti alla Badminton House, Gloucestershire),  dal 4° Visconte Fauconberg (otto ritratti alla Newburgh Priory, North Yorkshire). La tecnica pittorica dei ritratti realizzate da Soldi strideva in maniera forte con le contemporanee esistenti al tempo in Inghilterra dominato dalle maniere sobrie di Godfrey Kneller.
Il successo di Soldi fu però di breve durata: iniziò a condurre uno stile di vita dissoluto, con numerosissime spese e già nel 1744 finì in prigione per debiti. Ritornato in libertà, non riuscì a riconquistare la celebrità  e i clienti importanti come al suo arrivo a Londra, dalla metà degli anni '40 fino alla metà degli anni '60, quando la sua carriera artistica ebbe termine, realizzo' ritratti quasi esclusivamente per esponenti della middle class, come il ritratto del giardiniere John Greening, ora alla Kentchurch Court. Come risultato, gli ultimi lavoro di Soldi hanno un gusto più conservatore, in pieno contrasto con l'approccio avuto appena giunto in Inghilterra.

### Opere
- Ritratto di Thomas Sheppard, olio su tela, 1733 ca,  Berger Collection, Denver,  Stati Uniti
- Ritratto di Thomas Barrett-Lennard, 17th Lord Dacre,
- Ritratto di Anne (née Waller), Lady Stapylton (1718-1791), olio su tela, 1738 ca, National Portrait Gallery, Londra,  Regno Unito
- Autoritratto, olio su tela, 1753
- Ritratto di John Michael Rysbrack mentre modella la sua statua in terracotta di Ercole, olio su tela, 1753, Yale Center for British Art, New Haven,  Stati Uniti
- Ritratto di James Gibbs, olio su tela, National Galleries of Scotland,  Regno Unito
- Ritratto di Sir Robert e Lady Smyth col loro figlio Hervey, olio su tela, 1738-1739, Yale Center for British Art, New Haven,  Stati Uniti
- Ritratto di Louis François Roubiliac, olio su tela, 1751, Dulwich Picture Gallery, Londra  Regno Unito

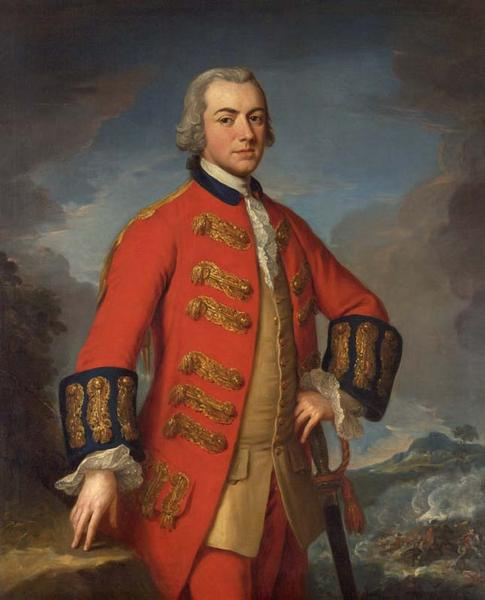
Henry Clinton, c.1762-65
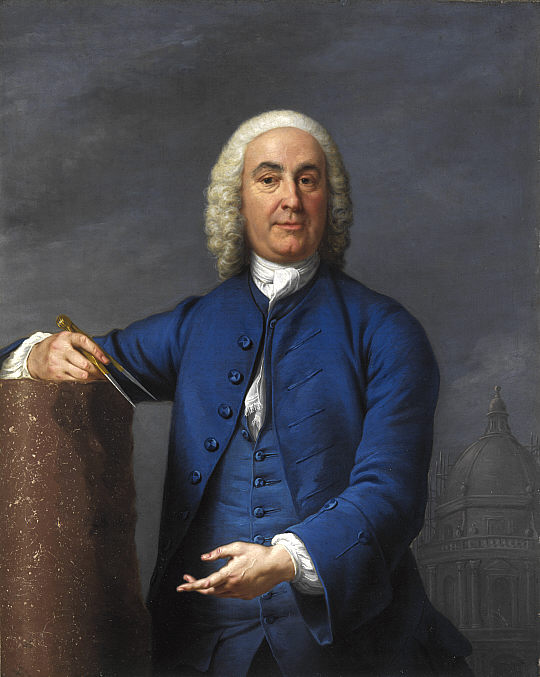
James Gibbs, c.1750